# Jerzy Smoleński

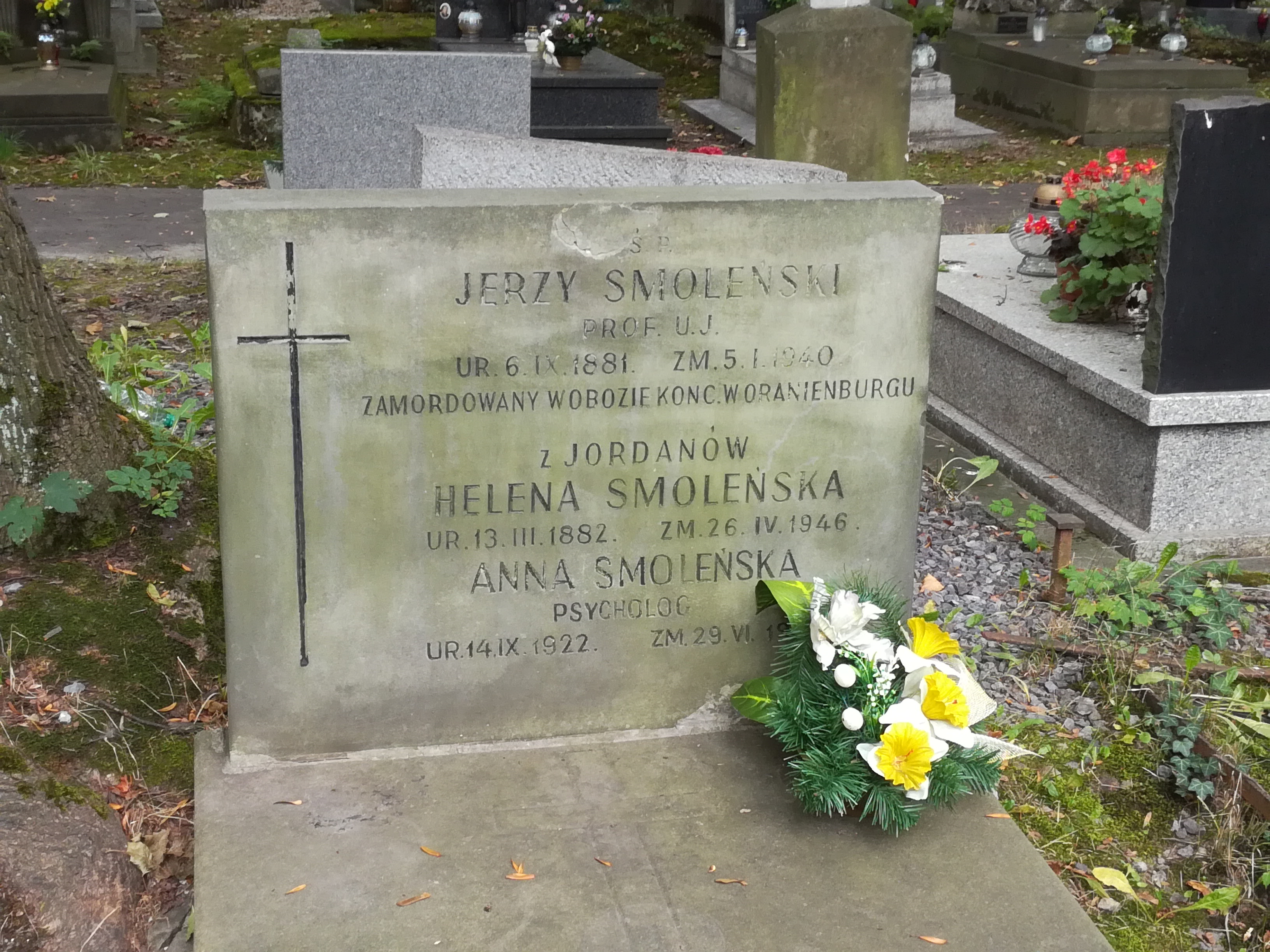
Grób prof. Jerzego Smoleńskiego na cmentarzu Rakowickim

Jerzy Józef Gedeon Smoleński (ur. 6 września 1881 w Krakowie, zm. 5 stycznia 1940 w Sachsenhausen) – polski geograf fizyczny, geolog, antropogeograf, profesor Uniwersytetu Jagiellońskiego w Krakowie.

## Życiorys
Kierownik Katedry Geografii Fizycznej (od początku jej istnienia w 1922), dyrektor Instytutu Geograficznego Uniwersytetu Jagiellońskiego (od 1929), członek Senatu UJ (od 1933), w 1937 został wybrany dziekanem Wydziału Filozoficznego UJ. Ogłosił szereg prac z dziedziny morfologii, geologii, fizjogeografii i antropologii ziem polskich. 
Inicjator (wraz z Janem Sztolcmanem) powstania Międzynarodowego Stowarzyszenia Ochrony Żubra (zał. 1925).
Członek m.in. PAU (od 1917), Polskiego Towarzystwa Geograficznego, Państwowej Rady Ochrony Przyrody, Polskiego Narodowego Komitetu Międzynarodowej Unii Geograficznej. 10 listopada 1938 „za zasługi na polu pracy naukowej w zakresie zagadnień gospodarczych i migracyjnych oraz pracy społecznej” odznaczony został Krzyżem Komandorskim Orderu Odrodzenia Polski. Członek i Przewodniczący Komitetu Demograficznego przy Lidze Narodów w Genewie (1939). Wiceprzewodniczący Związku Ziem Górskich, zasłużony dla rozwoju planowania przestrzennego i regionalnego w Polsce.
Aresztowany 6 listopada 1939 wraz z grupą profesorów UJ w Sonderaktion Krakau i po odmowie podjęcia pracy w Instytucie Wschodnim (niem. Ostinstitut) został wywieziony do niemieckiego obozu koncentracyjnego Sachsenhausen, gdzie wskutek nieludzkiego traktowania zmarł 5 stycznia 1940.
Pochowany w Krakowie na cmentarzu Rakowickim (pas 46, rząd zachodni). Upamiętniają go dwie tablice umieszczone w dawnym gmachu Instytutu Geografii i Gospodarki Przestrzennej (ul. Grodzka 64), jak również w nowej siedzibie Instytutu, przy ul. Gronostajowej 7.
Był ojcem Stanisława Smoleńskiego - biskupa archidiecezji krakowskiej.

## Publikacje
- Krajobraz polski (Warszawa 1912)
- O wysokich terasach dyluwialnych na zboczach kotliny sądeckiej (Ak. Um. 1918)
- Słownictwo geograficzno-fizyczne (Kraków 1925)
- Morze i Pomorze (Poznań 1928)